# Trisetum gracile
Trisetum gracile là một loài thực vật có hoa trong họ Hòa thảo. Loài này được (Moris) Boiss. miêu tả khoa học đầu tiên năm 1844.